# Rebellionen von 1837
Bei den Rebellionen von 1837 (englisch Rebellions of 1837) handelt es sich um zwei Aufstände in den Jahren 1837 und 1838 in Niederkanada und Oberkanada. Während der Aufstand in Oberkanada sich gegen eine regionale Oligarchie richtete und von den USA gefördert wurde, wurzelte der ähnlich gelagerte Aufstand in Niederkanada noch zusätzlich im Konflikt zwischen den Französisch und den Englisch sprechenden Bewohnern der britischen Kolonie. Letzterer Konflikt wurde nach den Aufständen entschärft, die beiden Kolonien 1840 vereinigt. Der Einfluss der USA wurde stark zurückgedrängt. Somit bilden die Rebellionen eine wichtige Etappe in der Entstehung eines kanadischen Nationalgefühls in Abgrenzung zu den USA.

## Niederkanada
Der Widerstand in Niederkanada richtete sich gegen das feudalistische Landvergabesystem der seigneurie royale von 1627. Die Führer waren Robert Nelson und Louis-Joseph Papineau. Die Rebellion begann im November 1837 unter Nelsons Führung. Sie richtete sich gegen die oligarchische Gruppe der Château Clique, die die Anpassung der frankophonen Bevölkerung an die britische Kultur forderte, der die Gruppe, meist aus britischen Kaufleuten bestehend, selbst angehörte. Nelson war, obwohl Englisch sprechend, Führer der vorwiegend frankophonen Parti Patriote. Er nahm persönlich nicht am Aufstand teil, musste aber dennoch fliehen und organisierte nun die Rebellion mit informeller Unterstützung aus den USA.

## Oberkanada
Der Aufstand in Oberkanada stand unter der Führung von William Lyon Mackenzie und begann im Dezember 1837. Hier lag eine Ursache in Landvergaben an die Church of England zu Lasten der katholischen Kirche, der Methodisten und anderer Konfessionen. Brisant wurden diese jedoch erst durch zahlreiche Zuwanderer aus den USA, die das konfessionelle Gleichgewicht gefährdeten. Dazu kam, dass eine Gruppe anglikanischer Familien, die als Family Compact bezeichnet wurde, das Land ebenfalls oligarchisch beherrschte. Ihre Vorherrschaft war aus dem Krieg von 1812 zwischen Großbritannien und den USA hervorgegangen. Ihr Schwerpunkt war Toronto. Mackenzie hatte bereits seit 1824 eine Zeitung herausgegeben, um seine Thesen zu verfechten, den Colonial Advocate. Nachdem er 1836 eine Wahl nach langer Parlamentsmitgliedschaft verloren hatte, begann er die Vorbereitungen für einen Aufstand.

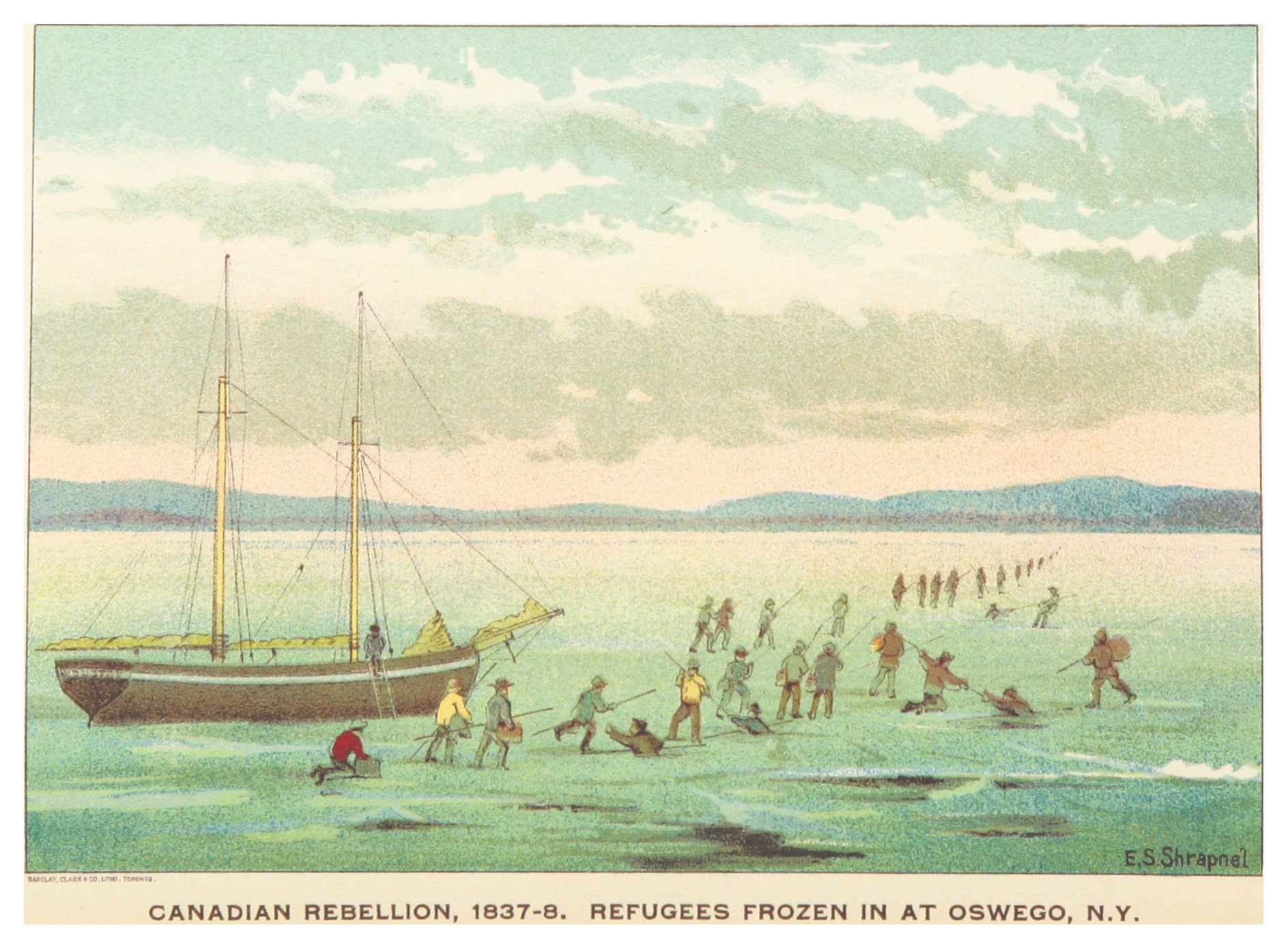
Eine Gruppe aufständischer Oberkanadier entflieht im Winter 1837–38 über das Eis nach Oswego (New York).

Doch dieser endete zunächst in der Schlacht von Montgomery’s Tavern (auch als Bar Fight on Yonge Street bekannt) am 7. Dezember 1837. Sir Francis Bond Head, Vizegouverneur von Oberkanada seit 1835, hatte Truppen von York nach Niederkanada geschickt, um die dortige Rebellion zu bekämpfen, so dass die Region von britischem Militär entblößt war. Diese Gelegenheit nutzte William Lyon Mackenzie am 5. Dezember, um von Montgomery’s Tavern an der Yonge Street in Toronto loszumarschieren. Dabei wurde Colonel Robert Moodie, der auf Seiten der Loyalisten stand, erschossen. Mit seinen rund 500 Männern zog Mackenzie los. An der Yonge Street versuchten 27 Loyalisten sie aufzuhalten – mit Erfolg. Am nächsten Tag stießen rund 1500 Freiwillige zu ihnen, so dass sich die Aufständischen unter Führung von Anthony Van Egmond verschanzten. Am 7. Dezember wurden die rund 500 schlecht oder gar nicht bewaffneten Männer von rund 1000 Mann unter Führung von Colonel James FitzGibbon bei der Taverne angegriffen. Das Gefecht war innerhalb von 20 Minuten vorbei.
Viele sahen sich gezwungen, in die USA zu fliehen. Jedoch führten sie, zusammen mit Verbliebenen, vor allem den so genannten Hunter Lodges, Raubzüge durch, die erst mit der Windmühlenschlacht (Battle of the Windmill) 1838 endeten. John Colborne, Vizegouverneur von 1828 bis 1836 und Generalgouverneur ab 1838, bekämpfte die Rebellen und erhielt den Beinamen „vieux brûlot“ oder „old flame“, weil britische Truppen und Freiwillige mehrere Dörfer niederbrannten. Trotz seiner sonstigen Härte ließ er nach einer abschlägig beschiedenen Bitte um Amnestie nur 12 der 99 zum Tode verurteilten Rebellen hinrichten. Er war einer der schärfsten Gegner der Vereinigung beider Kanadas.

## Der Fortgang der Aufstände
Unter amerikanischem Einfluss proklamierte Mackenzie am 13. Dezember für Oberkanada die Republik Kanada. Eine von ihm auf der Navy Island im Niagara River installierte provisorische Regierung scheiterte Mitte Januar 1838. Ihm folgte Robert Nelson, der am 28. Februar 1838 die Republik Niederkanada ausrief. Er selbst wurde Präsident der Republik, unterstützt von den Frères chasseurs, den Jagdbrüdern. Er führte den zweiten Aufstand von November 1838, doch Freiwillige aus Lacolle und Odeltown besiegten die aus den USA aufmarschierten Truppen. Nelson floh nach Vermont, das er auch nach der Amnestie von 1845 nicht verließ. Er verfocht eine vom Vorbild der USA inspirierte Republik, die das so genannte seigneurial system abschaffen sollte, ein Relikt adliger Landesherrschaft, das 1627 in Neufrankreich eingeführt worden war. Dabei vergab der Seigneur Land gegen Abgaben oder Dienste. Dazu forderte er die Gleichberechtigung der Indigenen sowie der Franko- und Anglophonen.

## Folgen
Bond wurde 1838 wegen der Entsendung aller Truppen zur Aufstandsbekämpfung seines Amtes enthoben und sollte nie wieder ein Amt bekleiden. 1840 wurden die beiden Kanadas zur Provinz Kanada vereinigt.
Die Aufstände führten einerseits zu einem stärkeren Bewusstsein des Expansionsdrangs der USA. Andererseits verringerte sich dadurch die Bedeutung des französisch-englischen Konflikts innerhalb der britischen Kolonie. Gemäßigtere Stimmen wie Robert Baldwin und Louis-Hippolyte La Fontaine erhielten nun stärkere Unterstützung. Während der Untersuchungen der Aufstandsursachen durch den von London entsandten Lord Durham erlangten sie weiteren Einfluss. Lord Durham brachte in seinem Report on the Affairs of British North America Vorschläge vor, wie eine verantwortliche Regierung aussehen könne. Damit unterstützte er die gemäßigten Kräfte. Er forderte zugleich die Zusammenfassung von Ober- und Niederkanada zu einer politischen Einheit.
1845 folgte eine Amnestie, so dass auch Papineau aus den USA zurückkehrte, und 1848 einen Sitz im Parlament erhielt, jetzt in der Assembly of United Canada. Jedoch musste er Louis-Hippolyte La Fontaine weichen. Mackenzie wurde erst 1849 begnadigt, und auch ihm gelang die Rückkehr ins Parlament.

## Erinnerung
„Weil alle Völker in besonderer Art diejenigen aus ihren Reihen ehren, die für die Verteidigung und Förderung ihrer nationalen Identität und ihrer demokratischen Institutionen kämpften und ihr Leben ließen; WEIL das Motto Québecs ‚Ich erinnere mich‘ ist; wird demzufolge beschlossen, auf Vorschlag des Premierministers: Die Regierung Québecs erklärt den dem 23. November jedes Jahres nächstliegenden Sonntag zur ‚Journée des Patriotes‘ um das Gedenken an die Patriotes zu ehren, die für die nationale Anerkennung unseres Volkes kämpften, für seine politische Freiheit und für die Erlangung eines demokratischen Regierungssystems.“

## Mediale Darstellung
- Rick Salutin: 1837: The Farmers' Revolt. Drama. Zuerst im Theatre Passe Muraille; als Fernsehfilm von CBC Television 1975. Das Stück gewann den Chalmers award for best Canadian play 1977.